# Nederlandse kampioenschappen schaatsen afstanden 2012 - 5000 meter mannen
De 5000 meter mannen op de Nederlandse kampioenschappen schaatsen afstanden 2012 werd gereden op vrijdag 4 november 2011 in ijsstadion Thialf te Heerenveen. Er namen 22 mannen deel.
Titelverdediger was Bob de Vries die de titel pakte tijdens de NK afstanden 2011. Er waren vijf startplaatsen te verdienen voor de wereldbeker schaatsen 2011/2012, Bob de Jong (regerend wereldkampioen) had een beschermde status. Sven Kramer (regerend olympisch kampioen) werd door de KNSB aan het deelnemersveld met een wildcard toegevoegd en maakte na een seizoen afwezigheid zijn rentree.

## Statistieken

### Uitslag
| #      | Schaatser            | Ploeg                | Tijd        |
| ------ | -------------------- | -------------------- | ----------- |
| Goud   | Jorrit Bergsma       | BAM                  | 6.17,84 PR  |
| Zilver | Bob de Jong          | BAM                  | 6.18,72     |
| Brons  | Sven Kramer          | TVM                  | 6.19,35     |
| 4      | Jan Blokhuijsen      | TVM                  | 6.20,67     |
| 5      | Douwe de Vries       | SOS-Kinderdorpen     | 6.21,29 PR  |
| 6      | Wouter Olde Heuvel   | TVM                  | 6.23,88     |
| 7      | Ted-Jan Bloemen      | Gewest Friesland     | 6.24,47     |
| 8      | Rob Hadders          | SOS-Kinderdorpen     | 6.24,64 PR  |
| 9      | Bob de Vries         | BAM                  | 6.27,35     |
| 10     | Koen Verweij         | Team Hart            | 6.27,42     |
| 11     | Mark Ooijevaar       | Gewest Friesland     | 6.29,09     |
| 12     | Frank Vreugdenhil    | SOS-Kinderdorpen     | 6.30,49     |
| 13     | Arjen van der Kieft  | traint in Kazachstan | 6.33,01     |
| 14     | Arjan Stroetinga     | BAM                  | 6.36,106    |
| 15     | Crispijn Ariëns      | DHW Power-play       | 6.36,109 PR |
| 16     | Renz Rotteveel       | Team Hart            | 6.36,53     |
| 17     | Jos de Vos           | Gewest NH/U          | 6.36,70 PR  |
| 18     | Christijn Groeneveld | BAM                  | 6.37,41     |
| 19     | Maurice Vriend       | Jong Oranje          | 6.38,53     |
| 20     | Karlo Timmerman      | SOS-Kinderdorpen     | 6.39,48 PR  |
| 21     | Willem Hut           | BAM                  | 6.42,19     |
| 22     | Robert Bovenhuis     | BAM                  | 6.43,14     |

### Loting
| Rit | Binnenbaan           | Buitenbaan         |
| --- | -------------------- | ------------------ |
| 1   | Rob Hadders          | Mark Ooijevaar     |
| 2   | Willem Hut           | Crispijn Ariëns    |
| 3   | Maurice Vriend       | Jos de Vos         |
| 4   | Frank Vreugdenhil    | Karlo Timmerman    |
| 5   | Christijn Groeneveld | Arjan Stroetinga   |
| 6   | Ted-Jan Bloemen      | Koen Verweij       |
| 7   | Arjen van der Kieft  | Douwe de Vries     |
| 8   | Renz Rotteveel       | Sven Kramer        |
| 9   | Jorrit Bergsma       | Robert Bovenhuis   |
| 10  | Jan Blokhuijsen      | Bob de Vries       |
| 11  | Bob de Jong          | Wouter Olde Heuvel |

1987 · 
1988 · 
1989 · 
1990 · 
1991 · 
1992 · 
1993 · 
1994 · 
1995 · 
1996 · 
1997 · 
1998 · 
1999 · 
2000 · 
2001 · 
2002 · 
2003 · 
2004 · 
2005 · 
2006 · 
2007 · 
2008 · 
2009 · 
2010 · 
2011 · 
2012 · 
2013 · 
2014 · 
2015 · 
2016 · 
2017 · 
2018 · 
2019 · 
2020 · 
2021 · 
2022 · 
2023 · 
2024 · 
2025